# Fabiënne Bergmans
Fabiënne Bergmans (født 1. juli 1998 Roosendaal, Nederlandene) er en nederlandsk sangerinde.
Bergmans trådte op for første gang i 2012 som deltager i talentshowet The Voice Kids. Hun kom den 23. marts 2012 i finalen med sin coach Angela Groothuizen og lod både Vajèn van den Bosch og Dave Dekker bag sig. Hun vandt en pladekontrakt og et stipendium til værdien af 10.000 euro.
I 'blind audition' sang Bergmans Ed Sheerans version The A Team som senere blev udgivet som single der nåede trettende plads i Single Top 100. I finalen udgav Fabiënne sin første single, What You're Made of, en coverversion af Lucie Silvas, der nåede femte plads i Single Top 100.
Bergmans har en hørelse lidelse, hvilket gør at hun er 25% døv.
På dagen for overdragelsen af tronen i 2013, var der også en kanalrundfart på tværs af Ĳ ("de Koningsvaart'), hvor kong Willem-Alexander og dronning Máxima stod på en kanalrundfartsbåd. På IJ lå en masse både, hver med deres eget tema. På The Voice Kids båden sang Bergmans, sammen med vinderen af sæson 2, Laura van Kaam.
Bergmans spillede en rolle i femte Carry Sleefilm: Spijt!, fra 2013. Heri spillede hun Nienke, sangerinde af skolens band. Den 27. maj 2013 udgav hun sammen med Fouradi soundtracket til filmen: Hou me vast.

## Diskografi

### Singler
| Single med noteringer i Nederlandse Top 40 | Dato udgavet | Datoen entre | Højeste position | Antal uger | Noter                          |
| ------------------------------------------ | ------------ | ------------ | ---------------- | ---------- | ------------------------------ |
| The A Team                                 | 27-01-2012   | -            |                  |            | Nr. 13 in de Single Top 100    |
| What you're made of                        | 23-03-2012   | 07-04-2012   | 38               | 2          | Nr. 5 in de Single Top 100     |
| Feelings                                   | 20-07-2012   | -            |                  |            | Nr. 66 in de Single Top 100    |
| Hou me vast                                | 28-05-2013   | -            |                  |            | ukendt (titelsong film Spijt!) |